# رومولوس تشوبانو
رومولوس تشوبانو (بالرومانية: Romulus Ciobanu)‏ هو مدرب كرة قدم ولاعب كرة قدم روماني في مركز الوسط، ولد في 18 يونيو 1977 في Pucioasa ‏ في رومانيا. لعب مع زمبرو تشيسيناو.